# Edward Smith-Stanley, 14.º Conde de Derby
Edward George Geoffrey Smith-Stanley, 14.º Conde de Derby KG, PC (29 de março de 1799 – 23 de outubro de 1869) foi um político britânico, por três vezes Primeiro-ministro do Reino Unido, e um dos mais longevos líderes do Partido Conservador do Reino Unido. Era conhecido até 1834 como Edward Stanley, e de 1834 a 1851 como Lorde Stanley. Seu registro foi incomum, pois ele é um dos quatro primeiros-ministros britânicos que têm três ou mais períodos distintos no cargo. No entanto, os seus gabinetes todos duraram menos de dois anos cada um, totalizando 3 anos e 280 dias.

## Nascimento e infância
Stanley era filho de Edward Smith-Stanley, 13.º Conde de Derby e de Charlotte Margaret Hornby, filha do reverendo Geoffrey Hornby. Os Stanley eram uma família proprietária de terras de longa data e muito rica, cuja residência principal era Knowsley Hall em Lancashire. Stanley foi educado em Eton College e em Christ Church, Oxford.

## Carreira política

### Antes de ser primeiro-ministro
Ele foi eleito para o Parlamento como um Whig em 1820. Quando os Whigs voltaram ao poder em 1830, Stanley se tornou Secretário-Chefe para a Irlanda no governo Lord Grey, e entrou no gabinete em 1831. Em outubro de 1831, Stanley escreveu uma carta, a Stanley Letter, a Duque de Leinster, que estabelece o Sistema Nacional de Educação na Irlanda - esta carta continua até hoje como a base legal para a forma predominante de educação primária na Irlanda. Em 1833, Stanley subiu para a posição mais importante de Secretário de Estado para a Guerra e as Colônias. Stanley, um Whig conservador, rompeu com o ministério sobre a reforma da Igreja da Irlanda em 1834 e demitiu-se do governo. Ele então formou um grupo chamado Derby Dilly e tentou traçar um curso intermediário entre o que eles viam como o Whiggery cada vez mais radical de Lord John Russell e o conservadorismo dos conservadores, mas por sua vez, o líder conservador Sir Robert Peel vai para o centro em 1834 e o Manifesto Tamworth lhes roubou muito da singularidade do seu programa.
O termo Derby Dilly foi cunhado pelo líder nacionalista irlandês Daniel O'Connell. Além de Stanley, os outros principais membros da Dilly foram Sir James Graham, que renunciou ao cargo de Primeiro Lorde do Almirantado, Lord Ripon, que renunciou ao cargo de Lord Privy Seal, e duque de Richmond, que renunciou ao cargo de General Postmaster. Estes quatro ministros têm nomeadamente origens políticas diferentes - Stanley e Graham eram velhos Whigs, Ripon era um ex-Canningite Tory, enquanto Richmond era um Tory arquiconservador que por uma incongruência entrou no gabinete de Grey.
Apesar de não participar do gabinete de curta duração de Peel em 1835, ao longo dos próximos anos, gradualmente incorporados ao Partido Conservador de Peel, com vários membros do Derby Dilly tomando posições de destaque no governo de Peel em 1841.
Juntando os conservadores, Stanley novamente atuou como Secretário Colonial no segundo governo de Sir Robert Peel em 1841. Em 1844 ele foi convocado para a Câmara dos Lordes para o lugar de seu pai como Barão Stanley de Bickerstaffe por Mandado de aceleração. Em 1845, novamente ele rompeu com seu primeiro-ministro, desta vez sobre a revogação da Corn Laws, e conseguiu trazer a maioria do Partido Conservador com ele, (incluindo, entre outros, o jovem Benjamin Disraeli). Ele então liderou a facção protecionista do Partido Conservador. Em 1851, ele sucedeu seu pai como Conde de Derby.

### Como primeiro-ministro
Derby formou um governo de minoria em fevereiro de 1852 após o colapso do governo Whuig de Lord John Russell. Neste novo ministério, Benjamin Disraeli seria nomeado ministro da Fazenda. Como muitos altos ministros conservadores terem seguido Peel, Derby foi forçado a nomear muitos homens novos para o governo - do Gabinete, apenas três eram preexistentes conselheiros privados. Quando o velho Duque de Wellington ouviu a lista de ministros que estava sendo lido em voz alta na Câmara dos Lordes, dele se diz ter mantido perguntando "Quem? Quem?". A partir de então este governo viria a ser conhecido como o "Who? Who? Ministry".
Tradicionalmente, os ministérios do Derby foram pensados em retrospectiva terem sido dominado por Disraeli. No entanto, pesquisas recentes sugerem que isso não foi sempre o caso, especialmente na conduta do governo de política externa. Lá, Derby e seus Secretários de Políticas Exteriores Lord Malmesbury e, mais tarde, seu filho, Lord Stanley perseguiram um curso de ação que visava a construção de poder através da força financeira, visando evitar as guerras a todo custo, cooperando com outras potências, e trabalhar com o Concerto da Europa para resolver problemas diplomáticos. Isso contrastava com a política de força militar e prestígio que Disraeli viria a seguir, e muito diferente de Derby sobre política externa, que pode ser visto como o precursor do "esplêndido isolamento", bem como o acordo diplomático da Europa perseguiu por conservadores mais tarde no final do século XIX e os anos 1930.

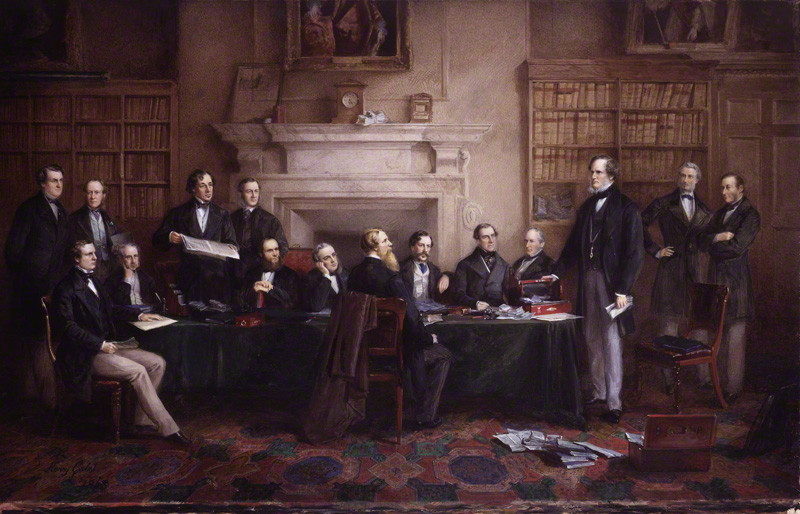
O gabinete de Derby de 1867, por Henry Gales.

Nas eleições gerais de junho de 1852, o Partido Conservador de Derby e Disraeli ganhou apenas 330 cadeiras na Câmara dos Comuns, 42,9% do total. Embora os Whigs realmente ganhassem menos assentos - 292 assentos, havia vários pequenos grupos no Parlamento, que poderiam estar dispostos a lado com o Whigs em questões específicas, como os 38 membros conservadores do Parlamento que estavam entre os Peelites, que já havia se juntado com o Whigs em junho de 1846 a revogar a Corn Laws. Os 113 membros que eram defensores do livre comércio e que estavam interessados em eliminar todas as tarifas sobre bens de consumo. E os 63 membros da Brigada Irlandesa que estavam interessados na independência da Irlanda e dos Direitos dos inquilinos para os inquilinos irlandeses. Imediatamente após a eleição, em junho de 1852, nenhum desses pequenos grupos estavam dispostos a trabalhar com o Whigs para formar um governo. Assim, o conde de Derby foi convidado a formar um governo de minoria. Derby fez e nomeou Disraeli como o novo ministro das Finanças.
Tal como acontece com todos os governos minoritários, o governo de minoria de Derby teve um tempo difícil de governar. Sua principal preocupação era evitar qualquer problema que pudesse causar qualquer a um dos pequenos grupos ir para os Whigs e causar um voto de desconfiança sobre o governo de minoria. Assim, quando o Duque de Wellington morreu no dia 14 setembro de 1852 com 83 anos, o governo foi acusado de passar mais tempo com os interesses "de um Duque morto do que com os interesses da vida".
No entanto, os problemas reais que enfrentavam no Parlamento não poderiam ser adiados por muito tempo e quando Disraeli apresentou o seu primeiro Orçamento ao Parlamento, em dezembro de 1852, o orçamento provou ser tão impopular com o Peelites, os defensores do livre comércio e da Brigada Irlandesa que o orçamento foi vetado em um voto de "nenhuma confiança". Como resultado, o governo de minoria de Derby caiu abrindo caminho para a coalizão Peelite Whig de Lord Aberdeen.
Em 1858, Derby formou outro governo minoritário após a saída de Lord Palmeston, com Disraeli novamente no Tesouro e Leader of the Commons. Entre as notáveis realizações desta administração foram o fim da British East India Company após a Mutiny Sepoy, que trouxe a Índia para o controle britânico direto pela primeira vez. Mais uma vez, o governo foi de curta duração, com colapso depois de apenas um ano.
Derby voltou ao poder pela terceira e última vez em 1866, após o colapso do segundo governo de Conde Russell. Mais uma vez, Disraeli foi uma figura de destaque. Esta administração foi particularmente notável para a passagem do Reform Act 1867, que expandiu enormemente o sufrágio. No início de 1868, Derby aposentou-se da vida política, deixando Disraeli para sucedê-lo.
Apesar de um grande orador, Derby foi frequentemente criticado por sua liderança lânguida. No entanto, ele teve muitas conquistas significativas, tanto como ministro e primeiro-ministro, e tem sido descrito como o pai do partido conservador moderno. Seu mandato de 22 anos como líder do partido, ainda permanece como a mais longa da história do Partido Conservador.

## Família
Stanley casou-se com Emma Caroline, segunda filha de Edward Bootle-Wilbraham, em maio de 1825. Tiveram três filhos:
- Edward Henry Stanley, 15.º Conde de Derby, filho mais velho
- Frederick Arthur Stanley,16.º Conde de Derby, segundo filho, um dos governadores-gerais do Canadá e o homem a quem a Copa Stanley é nomeada.
- Lady Emma Charlotte Stanley, única filha, morta em 23 de agosto 1928, casada com Wellington Patrick Manvers Chetwynd Talbot, filho de Charles Chetwynd-Talbot, 2.º Conde Talbot[6][7]

## Legado
O Sistema Nacional de Escola na Irlanda, a forma predominante de ensino primário, permanece baseado no sistema multi-denominacional criado por Stanley na Stanley Letter - a carta tenta lidar com o problema aparentemente intratável de diferentes religiões cristãs que vivem juntas na Irlanda. O antigo local de Fort Langley foi renomeado para Derby pela Royal Engineers em 1858, aparentemente em homenagem ao conde, que era primeiro-ministro britânico naquele tempo. Stanley (por vezes referido como "Port Stanley"), em East Falkland, capital do Ilhas Falkland é homenagem a Edward Smith-Stanley, bem como a área Stanley em Hong Kong.